# Риос, Дарвин
Дарвин Риос Пинто (исп. Darwin Ríos Pinto, 25 апреля 1991, Ла-Бельгика, Боливия) — боливийский футболист, нападающий.

## Биография
Дарвин Риос родился 25 апреля 1991 года в боливийском городе Ла-Бельгика.
Играет в футбол на позиции нападающего. Начал профессиональную карьеру в 2010 году в боливийской «Гуабире», в первом сезоне провёл 7 матчей, забил 2 мяча. Выступал в её составе до 2012 года, по ходу которого на правах перебрался в Молдавию, где стал играть за «Шериф» из Тирасполя. В составе «Шерифа» провёл всего 11 матчей и забил 3 гола, однако дважды выиграл чемпионат республики.
В том же году вернулся в Боливию, присоединившись к «Блумингу» из Санта-Круса-де-ла-Сьерры также на правах аренды. В 2013 году вновь стал игроком «Гуабиры», с которой вылетел из высшего эшелона и провёл два сезона в Насьональ B. В 2016 году перебрался в «Рояль Пари» из Санта-Круса-де-ла-Сьерры, с которым проделал путь из третьего в первый эшелон.
С 2019 года играет за «Аурору» из Кочабамбы.
Риос провёл два товарищеских матча за сборную Боливии. 2 сентября 2011 года он участвовал в гостевом поединке с Перу (2:2), а 14 ноября 2012 года — в домашней встрече с Коста-Рикой (1:1). В обоих матчах Риос выходил на замену соответственно на 46-й и 92-й минутах.

## Достижения

### В качестве игрока
Шериф
- Чемпион Молдавии (2): 2012, 2013.